# Sorelle Materassi (romanzo)
Sorelle Materassi è il più universalmente noto tra i romanzi di Aldo Palazzeschi e venne elaborato nel corso degli anni in cui affiora Strapaese, col suo richiamo auspice Maccari Ricci (e Longanesi) al genuino dinamismo delle tradizioni provinciali toscane allora 'in-progress'. "Il romanzo, apparso prima a puntate sulla 'Nuova Antologia', fu tenuto a battesimo qualche mese prima da Giovanni Ansaldo, che in un articolo su 'Il Lavoro' di Genova ne anticipò lo spirito e la trama ai lettori. C'è un'osservazione, nell'articolo di Ansaldo, che vale la pena riprodurre, ed è quella che, al di là delle sue doti letterarie, Palazzeschi resta <<un potentissimo confessore dell'anima umana: è uno di quei confessori di grande razza, che indovinano il genere dei peccati dei penitenti e delle penitenti, dal modo stesso con cui questi piegano il ginocchio sui gradini del confessionale. Materassi: ma un po' tutte le donne nella cui giovinezza non è passato amore>>" (Spagnoletti - Palazzeschi; Longanesi ed.). Pubblicato in volume dall'Editore Vallecchi nel 1934, l'Autore sottomise -sì come in quel periodo stava facendo con gli altri suoi romanzi, d'anteguerra- il testo originario dell'opera a lunga revisione di stile: cui pose termine soltanto nel 1960 per l'edizione Mondadoriana, definitiva. 

## Trama

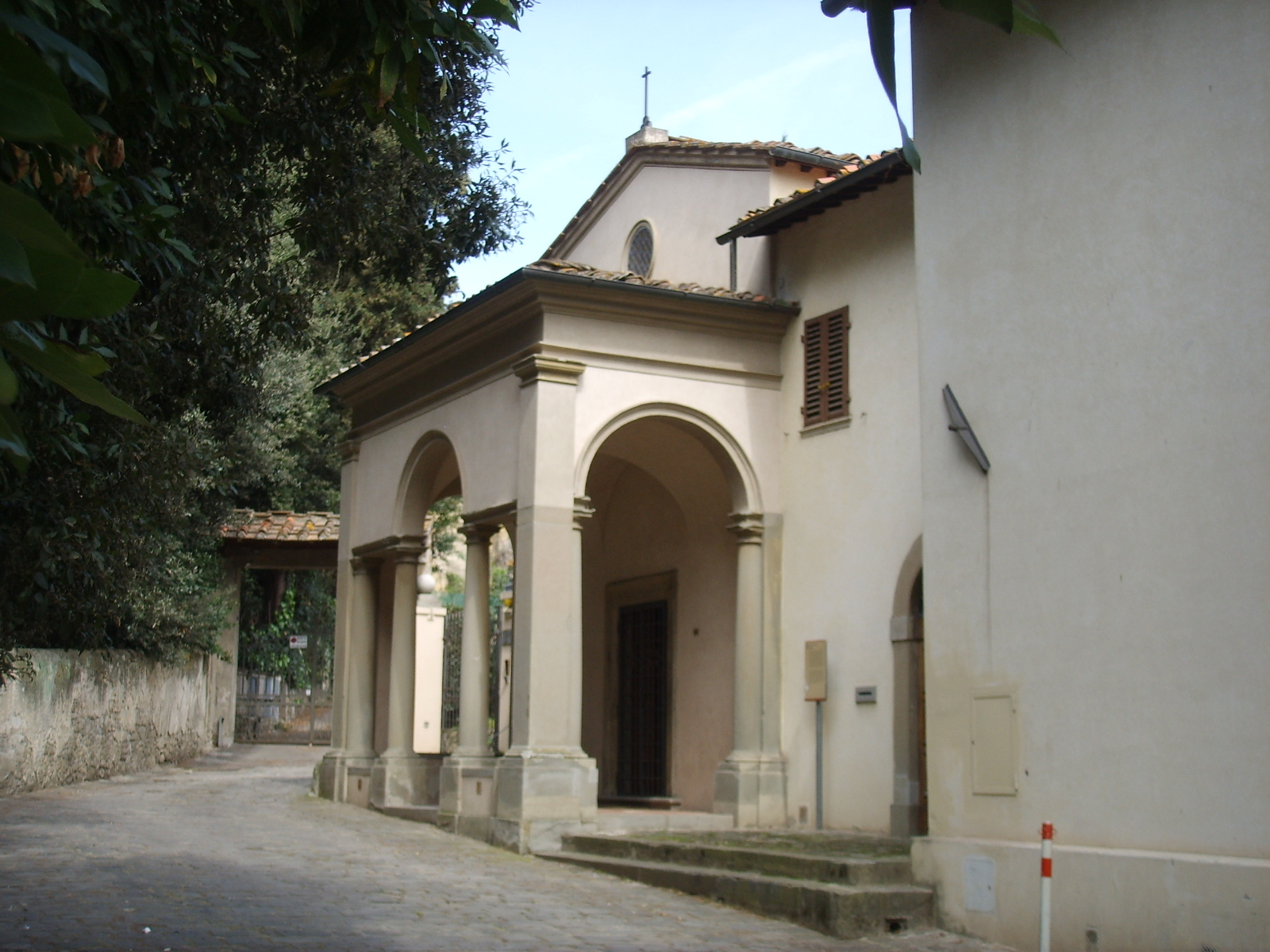
La chiesa di Coverciano, vicino alla quale Palazzeschi immaginò la casa delle sorelle Materassi

Ambientato nei primi anni del XX secolo a Coverciano, sobborgo di Firenze, narra la vicenda di quattro donne che vivono una vita tranquilla e isolata. Tre di esse (Teresa, Carolina e Giselda), sono sorelle: le prime due sono nubili, la terza è stata da loro accolta essendo stata respinta dal marito. Teresa e Carolina sono abilissime sarte e ricamatrici e vivono cucendo corredi da sposa e biancheria di lusso per la benestante borghesia fiorentina. Giselda, delusa dalla vita, tende all'isolamento e si lascia tormentare da un rabbioso risentimento. Una dose di popolaresco ottimismo e di serena saggezza è introdotta nella vita familiare dalla fedele domestica Niobe che tranquillamente invecchia insieme alle padrone.
Tutto sembra scorrere su tranquilli binari quando nella casa giunge Remo, il giovane figlio di una quarta sorella morta ad Ancona. Bello, pieno di vita, spiritoso, il giovane attira subito le attenzioni e le cure delle donne i cui sentimenti parevano addormentati in un susseguirsi di scadenze sempre uguali. Istintivamente Remo si rende conto di essere l'oggetto di una predilezione venata di inconsapevole sensualità e approfitta della situazione ottenendo immediata soddisfazione a tutti i suoi desideri e a tutti i suoi capricci. Il sereno benessere della vita familiare comincia ad incrinarsi: Remo spende più di quanto le zie guadagnino con il loro lavoro e le sue pretese non hanno mai fine. Giselda è l'unica a rendersi conto della situazione ma i suoi avvertimenti rimangono inascoltati. A poco a poco Teresa e Carolina spendono tutti i loro risparmi per soddisfare le crescenti esigenze del nipote, poi iniziano a indebitarsi e infine sono costrette a mettere in vendita la casa e i terreni che avevano ereditato dal padre. Alla fine, sopraffatte dall'incombente miseria, le sorelle acconsentiranno a firmare una cambiale con cui ipotecano completamente tutti i loro guadagni.
In seguito Remo lascerà la casa delle zie e si fidanzerà con una ricca ereditiera americana. Tornato a Coverciano per il matrimonio, confesserà velatamente alle sorelle Materassi che in realtà il suo amore per la ragazza è del tutto interessato, e che probabilmente la lascerà una volta che non gli servirà più. Le zie mostrano freddezza nei confronti della fidanzata di Remo, e partecipano alle nozze con riluttanza e gelosia, confortate esclusivamente dal pensiero che prima o poi Remo tornerà a stare con loro.
Subito dopo il matrimonio il ragazzo parte e non tornerà mai più a Coverciano. Teresa e Carolina, ormai cadute in disgrazia e povertà, riescono a tirare a campare svolgendo piccoli lavori di sartoria. Giselda, l'unica ad aver capito quanto Remo le abbia sfruttate, decide di rimanere con loro per spirito di carità, ma abbandona poi la casa in seguito a un furioso litigio che ha come oggetto il nipote.
Finalmente rassegnate al fatto che Remo non tornerà mai più, Teresa, Carolina e Niobe vivranno nel triste ricordo del ragazzo, ancora pregno di amore nonostante il male che questi ha fatto loro.

## Edizioni
- Sorelle Materassi, Firenze, A. Vallecchi, 1934, SBN CUB0420604.
- Sorelle Materassi, Milano, Mondadori, 1963, SBN LIA0087089.
- Francesca Serra (a cura di), Sorelle Materassi, Milano, Oscar Mondadori, 2001  [1934], ISBN 88-04-49070-5.

## Adattamenti filmografici e teatrali
Dal romanzo sono stati tratti i film:
- 1944, Sorelle Materassi, film diretto da Ferdinando Maria Poggioli ed interpretato nei ruoli principali da Emma Gramatica, Irma Gramatica e Massimo Serato. Film apertamente sconfessato, da Palazzeschi.
- 1972, Sorelle Materassi, sceneggiato televisivo diretto da Mario Ferrero e interpretato, fra gli altri, da Sarah Ferrati, Rina Morelli, Nora Ricci, Ave Ninchi e Giuseppe Pambieri.[2]

Del testo sono inoltre state fatte anche riduzioni per il teatro:
- Sorelle Materassi, versione di Fabio Storelli (1988);[3]
- Sorelle Materassi, versione di Ugo Chiti (2016).[4]

## Traduzioni
- ungherese da Tibor Déry (1936),[5]
- francese da Marie Filippi de Baldissero (1936)[6] e da Gérad Loubinnoux e Emmanuelle Genevois (1988),[7]
- spagnolo da Gonzalo San Martin (1937), da Justino Marin (1944) e da Emilio-German Muniz (1981),[8]
- olandese da Elisabeth W. J. Bueno De Mesquita-Ebbeler (1937) e da Anton Haakman (2009),[6]
- finlandese da Yrjō Kaijärvi (1938),[9]
- ceco da Bohdan Chudoba (1941),[10]
- croato da Jiosip Audreis (1942),[6]
- svedese da Karin de Laval (1942),[11]
- slovacco da Brahoslav Hečko (1943),[6]
- romeno da Maria e Giuseppe Sabbarese (1945) e da George Tudor e Marilena Alexandrescu-Munteanu (1969),
- tedesco da Willy Phieler (1948),[6] da Helene Moser (1963),
- portoghese da Maria Do Carmo Reis (1949),[6]
- inglese da Angus Davidson (1953),[12]
- russo da S. Bušuevoj (1968)[6]
- sloveno da Albert Širok (1969)[13]
- ucraino da Viktor Šovkun (1988)[6]